# La naranja mecánica (película)
A Clockwork Orange (conocida en Hispanoamérica como La naranja mecánica o Naranja mecánica y en España como La naranja mecánica) es una película angloestadounidense de ciencia ficción de 1971, producida y dirigida por Stanley Kubrick. Es una adaptación de la novela homónima de 1962 escrita por Anthony Burgess. La película, filmada en el Reino Unido, relata las desventuras de Alex DeLarge (Malcolm McDowell), un delincuente juvenil cuyos placeres son: escuchar música clásica (en especial a Beethoven), el sexo, las drogas y la «ultraviolencia», y lidera una pandilla (Pete, Georgie y Dim) a quienes llama drugos y con los que comete una serie de violentas fechorías, hasta que es traicionado por ellos y capturado por la policía. En un intento por salir de prisión se somete voluntariamente a una técnica psicológica de rehabilitación conductista experimental conocida como método Ludovico. La terapia funciona, Alex es liberado y ahora debe enfrentarse a su pasado desde su nueva conducta social condicionada. La mayor parte del filme se narra en nadsat, una jerga adolescente ficticia que combina lenguas eslavas, especialmente ruso, inglés y la jerga rimada cockney. En España e Hispanoamérica, algunos términos fueron adaptados al idioma caló.
La película se caracteriza por su violencia gráfica que facilita una crítica social en psiquiatría, el pandillerismo juvenil, las teorías conductistas en psicología y otros tópicos ubicados en una sociedad futurista distópica. Su banda sonora está principalmente compuesta por pasajes de música clásica, varios de ellos reinterpretados y en ocasiones, como en el caso de los créditos finales, adaptados por la compositora Wendy Carlos utilizando el sintetizador Moog.
Pese a la fuerte polémica que desató, la cinta fue nominada a numerosos reconocimientos cinematográficos, entre ellos cuatro premios Óscar, incluyendo el de mejor película, convirtiéndola en la primera película de ciencia ficción en ser nominada en esa categoría. Aunque no ganó el premio, sí forma parte de la lista AFI's 10 Top 10 en la categoría de películas de ciencia ficción. En 2020 la Biblioteca del Congreso de Estados Unidos seleccionó La naranja mecánica para ser preservada en el Registro Nacional de Cine estadounidense por ser «cultural, histórica o estéticamente significante».

## Descripción
Ambientada en la Inglaterra de un futuro cercano, según la visión de 1970, la película sigue la vida de un joven de diecisiete años llamado Alex DeLarge (Malcolm McDowell) cuyos placeres son escuchar la música de Ludwig van Beethoven, el sexo y la ultraviolencia.
Alex es un delincuente sociópata, cabecilla de una pequeña pandilla de libertinos, a los cuales se refiere como «drugos»: Pete (Michael Tarn), Georgie (James Marcus) y Dim (Warren Clarke), este último es reconocido por ser realmente lerdo. Los cuatro usan una vestimenta muy particular: camiseta interior y pantalón blanco con tirantes, protector testicular, botas de caña alta, un típico bombín inglés, antifaz en determinados momentos, pestañas postizas en el caso de Alex y pinturas faciales en los drugos, máscaras cuando recurren a la ultraviolencia, además de estar armados: Alex utiliza un bastón victoriano, que en su interior camufla una navaja al igual que Pete y Georgie, no así Dim que carga con unas cadenas.
Alex narra la mayoría de la película en lenguaje «nadsat», un argot contemporáneo usado por ellos, que combina idiomas eslavos, especialmente el ruso, con el inglés y el cockney; por ejemplo: militso «policía», drugo «amigo», cheloveco «muchacho» o moloko «leche». Es irreverente y abusa de los demás; vive con sus padres a quienes miente constantemente para no ir a la escuela; su cuarto está equipado con altavoces, en su cama tiene un cubrecama cubierto con senos de goma, como mascota tiene una serpiente llamada Basil y posee un compartimento repleto de dinero, joyas, y otros objetos de valor, que son considerados como sus tesoros y botines procedentes de sus robos.

## Argumento
La historia comienza en el bar lácteo Korova, un lugar donde suele frecuentar Alex DeLarge, un libertino pandillero nadsat, en estimable compañía de sus tres leales drugos: Pete, Georgie y Dim. Los cuatro se encuentran tranquilos consumiendo moloko-plus, la cual consiste en leche mezclada con velocentina, syntheisitiseina o drencromina, sustancias narcotizantes que exacerban la conducta y los sentidos, mientras planean en sus rasudoques las próximas fechorías nocturnas de su horror show también conocido como la vieja ultraviolencia. La primera de las víctimas de esa noche es un viejo mendigo (Paul Farrell) que se encuentra tirado en la calle, borracho y cantando canciones melancólicas entre eructos y llantos de nostalgia. Tras una breve charla, Alex y sus drugos golpean brutalmente al mendigo por cantar tales canciones.
Posteriormente, se presentan en un antiguo teatro abandonado donde una pandilla de cinco jóvenes intenta violar a una chica que tienen consigo; en ese encuentro, Alex nota que esta pandilla es liderada por Billyboy (Richard Connaught), cuya indumentaria recuerda al uniforme del Waffen-SS, por lo tanto ambos grupos son acérrimos archirrivales. La chica que se encuentra en el suceso, aprovecha y logra escaparse del lugar, aún estando completamente desnuda, mientras los dos grupos archirrivales se trenzan en una violenta trifulca en la que Alex y sus drugos resultan vencedores. Al oír las sirenas de una patrulla policial, huyen del teatro abandonado, dejando a la pandilla archirrival y a su líder Billyboy malheridos y agonizando a su suerte. Después roban un Dodge Durango 95 y lo conducen en la noche a gran velocidad, haciéndose los temerarios del camino y sacando a los otros vehículos de la ruta, para finalmente detenerse en una lujosa casa con un letrero que dice «Home». Lo que no sospechan es que en aquella casa vive el renombrado e ilustre escritor Frank Alexander (Patrick Magee), quien se encuentra bajo el proceso de crear su último Magnum Opus en su máquina de escribir.
Alex y sus drugos deciden invadir dicha casa, usando la estrategia de la visita sorpresiva. Alex engaña a sus ocupantes pidiendo ayuda para uno de sus amigos que supuestamente ha sufrido un accidente. La esposa de Frank (Adrienne Corri) le abre la puerta, y la pandilla, llevando grotescas máscaras, invade la vivienda. Alex y sus drugos  destruyen la casa en busca de un buen botín, toman por la viva fuerza a la mujer y torturan a su marido Frank, golpeándolo despiadadamente. Violan a la ya maniatada mujer ante la mirada aterrada e impotente del humillado escritor, mientras Alex los atormenta cantando la canción «Singin' in the Rain» («Cantando Bajo la Lluvia»). Los cuatro vuelven al bar lácteo Korova para darse un descanso con un vaso de moloko-plus  y ven cómo una señora canta la Novena Sinfonía de Ludwig Van Beethoven en su cuarto movimiento. Alex castiga a Dim después de que este se burla de ella. Esto resiente su autoridad sobre los suyos, aunque él no lo advierte. Tras esto, Alex vuelve a casa en la madrugada; su edificio se encuentra en pésimo estado, incluyendo el ascensor. Al llegar a su departamento, pasa a su habitación, se quita las pestañas postizas, guarda el dinero robado y saca a Basil, su serpiente mascota que coloca sobre una pintura de una mujer desnuda. Por su parte, Alex se duerme escuchando a Beethoven en el segundo movimiento de la Novena Sinfonía, mientras imagina escenarios violentos como un terremoto, una niña siendo colgada y a él con un aspecto de vampiro, con los colmillos ensangrentados.
Después de faltar a clases argumentando jaqueca, se levanta en la mañana y se encuentra en su casa con P. R. Deltoid (Aubrey Morris), un agente social que controla a delincuentes juveniles como él. Deltoid, quien siente una profunda aversión hacia Alex, intenta persuadirlo para que cambie de actitud. Sin hacer demasiado caso al agente social, Alex sale de paseo y conoce a dos muchachas adolescentes, Marty y Sonietta (Barbara Scott y Gillian Hills), en una tienda de discos. Las seduce, van a su casa y mantienen relaciones sexuales turnándose.

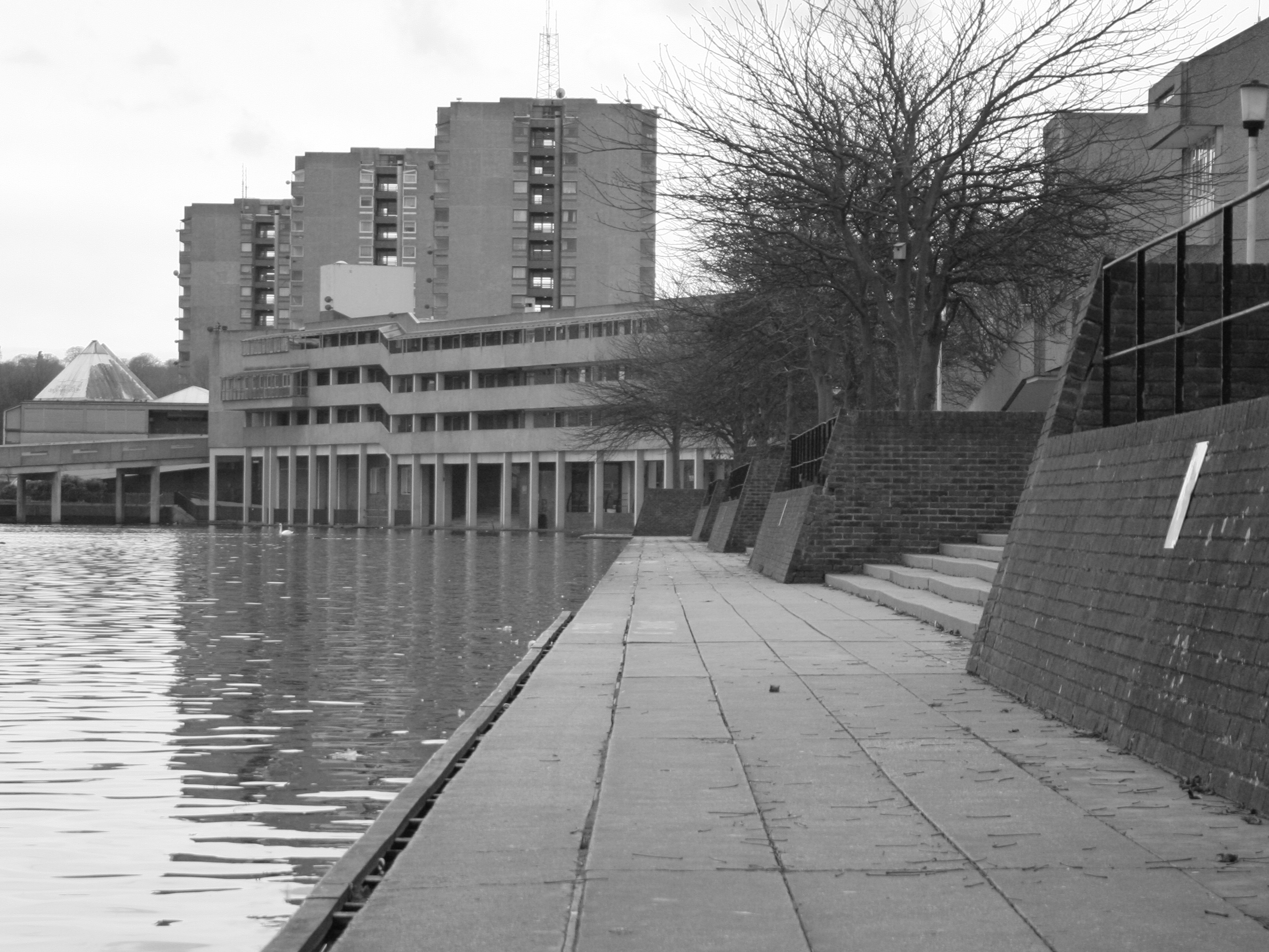
Thamesmead Housing Estate, uno de los escenarios de la película donde Alex golpea a Georgie y Dim, en 2006.

Alex se reúne con sus drugos, quienes encarados por Georgie le proponen una nueva fechoría, aunque no quieren revelar detalles. Mientras van tranquilamente caminando por el muelle, Alex siente un inesperado ataque de paranoia por perder su liderazgo, por lo que golpea y empuja al agua a Georgie y Dim, para después cortarle la mano a este último usando la navaja secreta que desenfunda de su bastón victoriano. Así pues, obliga a Georgie a que le cuente el plan que tiene en mente. Éste explica que planeaban robar y violar a una mujer adinerada (Miriam Karlin), que vive sola con sus gatos en una casa aislada de la sociedad.
Llegan a la casa y después de intentar sin éxito el mismo patrón del asalto anterior, sólo Alex se introduce en la casa por una ventana, ya que la mujer conoce el truco ya usado cuando asaltaron la casa de Frank, el escritor, sorprendiendo a la mujer que justo estaba llamando a la policía. Estando en el interior, Alex se percata de que entre los valiosos adornos de la excéntrica mujer se encuentra una escultura de porcelana de gran tamaño y en forma de pene la cual toca repetidas veces, causando la ira de la mujer, que intenta propinarle un fuerte golpe con un busto de Beethoven; pero en un acto irreflexivo, el invasor logra someter radicalmente a la excéntrica mujer y la golpea con la escultura en forma de pene, dejándola inconsciente. De pronto, Alex escucha las sirenas de la patrulla policial y se dispone a retirarse, pero antes, les da el aviso a sus drugos de que deben huir; sin embargo, Dim, rabioso con Alex por haberle agredido anteriormente, le detiene y le rompe una botella llena de leche en la cara, aturdiéndolo en un instante hasta dejarlo momentáneamente ciego, dolido y con un pequeño corte en la nariz, y luego los drugos huyen ahora bajo el liderazgo de Georgie.
Al llegar la patrulla policial, Alex es encontrado y arrestado al no hallarse nadie más en la escena del crimen. El pandillero es llevado a la delegación, donde es violentamente interrogado por la policía, tras resistirse al arresto, y abandonado por su agente social Deltoid, quien le informa, con una sonrisa de satisfacción en el rostro, que la víctima del asalto ha muerto en el hospital, lo que convierte al joven en un asesino. Después de un juicio dictaminado por un juez, Alex es sentenciado a sufrir el castigo con todo el Peso de la Ley, y condenado a catorce años de prisión, donde es vigilado estrictamente por el jefe de guardia (Michael Bates), quien no duda en maltratarlo y humillarlo como si fuera un montón de basura y desperdicios.
Alex se adapta disimuladamente a la cárcel; se convierte en el ayudante del sacerdote de la prisión (Godfrey Quigley) y se gana su aprecio haciéndole creer que la Biblia lo ha ayudado a reformarse, cuando solo la lee con el fin de imaginarse a él como un soldado de la época asesinando a los enemigos y torturando a los esclavos o como un conquistador rodeado de doncellas desnudas que le alimentan con uvas y sexo. Logra una recomendación del ingenuo sacerdote. 
Al cabo de dos años, Alex siente que la fortuna le llega sorpresivamente; el ministro del Interior (Anthony Sharp) visita la prisión y después de que Alex hace un comentario interrumpiéndolo, le ofrece la libertad condicional si se somete voluntariamente al Tratamiento Ludovico, una terapia experimental de aversión, desarrollada por el Gobierno como una estrategia para detener el crimen en la sociedad. El tratamiento consiste en ser expuesto a formas extremas de violencia, forzándolo a mirar escenas cinematográficas muy violentas; El primer corto es uno donde se observa a unos jóvenes golpeando a un señor hasta dejarlo sangrando, el siguiente corto muestra a unos jóvenes violando a una chica mientras se la turnan. Alex siente satisfacción al principio, pero luego de unos minutos, siente el malestar, luego náuseas pero es incapaz de apartar la mirada de la pantalla ni de cerrar los ojos, ya que su cabeza está inmovilizada y sus párpados forzadamente abiertos por un par de ganchos. Para evitar que sus ojos reciban el polvo ambiental por no poder parpadear, alguien le echa una gota de colirio en cada uno de sus ojos de manera constante y repetida. También es drogado antes de ver las películas, para que asocie las acciones violentas con el dolor que estas le provocan.

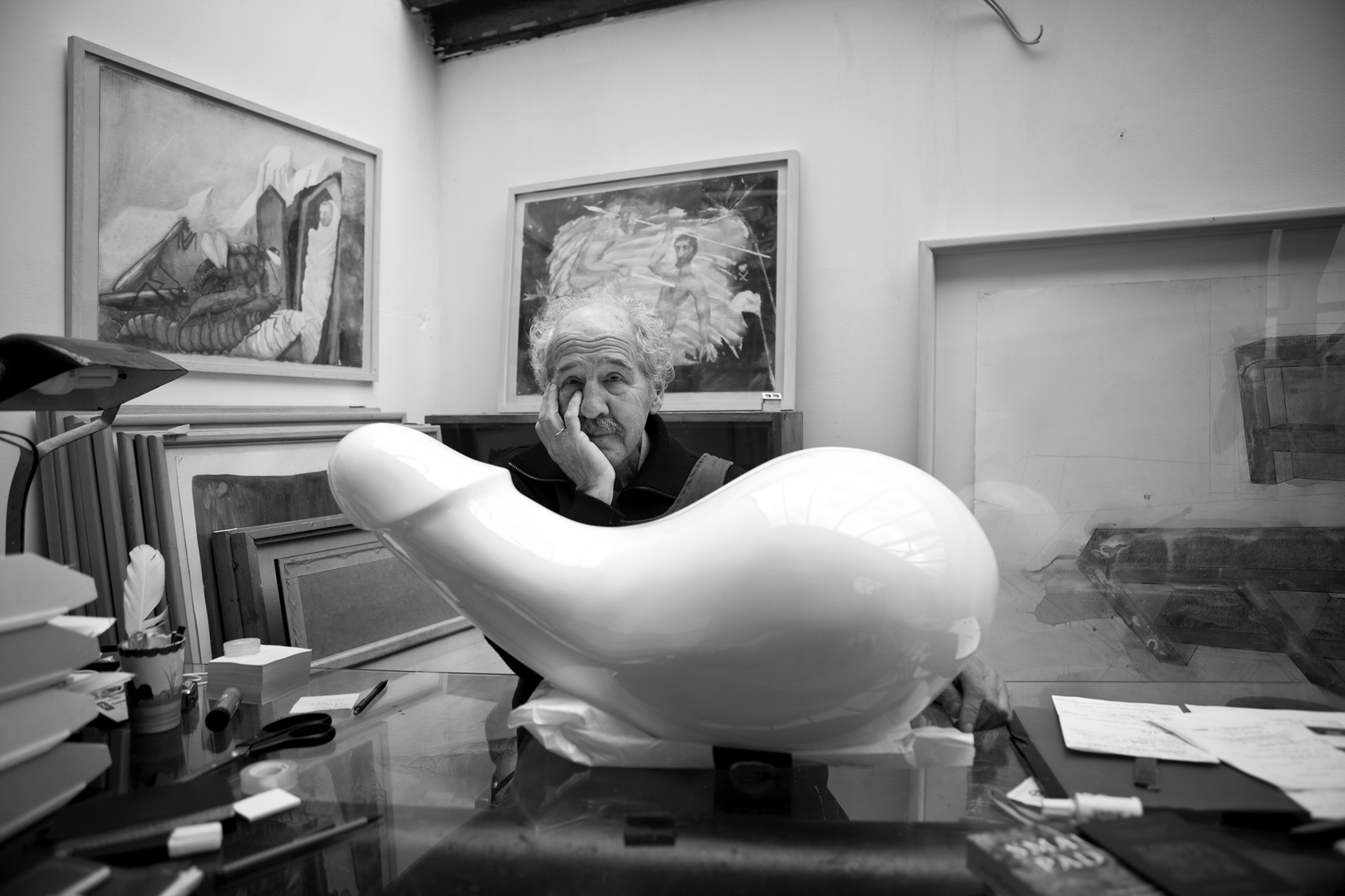
El escultor neerlandés Herman Makkink y la pieza de su autoría que fue empleada en la película.

De esta forma, el Tratamiento Ludovico lo deja incapaz de ser violento, ni siquiera en defensa propia, y también incapaz de tocar a una mujer desnuda o atraerse de ella, pero, en un imprevisto efecto secundario, el tratamiento también lo hace incapaz de oír su pieza favorita, la Novena Sinfonía  de Beethoven, que es el fondo musical de una de las violentas películas.
Alex queda sin la capacidad de defenderse, y además, no puede realizar las cosas que le gustan y que solía hacer. Hacen una demostración pública donde le golpean para demostrar que no puede defenderse, le dejan a su merced una mujer desnuda que al intentar violar vuelve a sentir aquel malestar; Todo resulta un perfecto éxito y el público aplaude, a excepción del jefe de guardia, que no puede creer que alguien con una mente tan podrida como Alex hubiera cambiado de la noche a la mañana. Tampoco aplaude el sacerdote, que está en pleno desacuerdo bajo su pensamiento de que el cambio es solamente mecánico, no moral, y va argumentando que Alex seguirá con una mentalidad criminal.
Alex es declarado "curado" de su inclinación a la violencia por el ministro del Interior y deja la prisión finalmente, siendo puesto en libertad. Pero al volver a su casa, descubre que sus padres ya no lo quieren, pues tienen cambiada su habitación y alquilada a un huésped (Clive Francis) al cual respetan y valoran más que a su propio hijo; se deshicieron de su estéreo y tesoros argumentando ser tomados por la policía en compensación a las víctimas y, abduciendo un accidente, descubrieron que su serpiente Basil habría muerto de hambre tras dos años sin comer. Sintiéndose desahuciado, Alex se llena de ira e intenta golpear a aquel que ocupó su habitación, su vida y su círculo familiar, pero de pronto vuelve a sentir los horribles efectos nauseabundos que le quedaron del tratamiento y al final se larga de ahí. 
Desde entonces, Alex deambula tristemente por la ciudad, completamente solo, sin familia, sin hogar, sin dinero, sin futuro y sin nada; sólo con la pesada carga de los fantasmas del pasado que, sin saber cómo, lo llevan a encontrarse casualmente con sus viejas víctimas. El mendigo que golpeó al principio de la historia le pide limosna, pero entonces lo reconoce y, cobrando venganza, llama a todos sus amigos, que lo rodean y le dan una paliza, hasta que llegan dos agentes de la policía a detener el altercado. Cuando Alex se dispone a dar las gracias a los agentes, descubre con horror que ellos resultan ser dos de sus antiguos drugos, Georgie y Dim, ya siendo mayores de edad y trabajando ahora como policías, quienes de igual forma lo reconocen y lo llevan a un lugar apartado, donde se burlan de él para después golpearlo brutalmente, mientras lo ahogan en un abrevadero para cerdos hasta dejarlo moribundo. 
Completamente debilitado por la golpiza que sufrió por parte de Georgie y Dim, Alex vaga a duras penas por los bosques en medio de una fuerte tormenta, hasta que consigue llegar casualmente a la casa de Frank, el escritor. Éste se encuentra ya postrado en una silla de ruedas, a consecuencia de la tortura que sufrió en la noche del asalto de Alex y su pandilla, y además viudo, porque su mujer se había suicidado a raíz de la violación que había sufrido; a pesar de todo, lo deja entrar sin descubrir su identidad. Frank, que cuenta con un joven y poderoso guardaespaldas (David Prowse), lo acoge y alimenta, además de llamar a unos amigos periodistas, con el único fin de demostrar la ineficacia del controvertido Tratamiento Ludovico para poder así desprestigiar al Gobierno, pero Alex impulsivamente comete el error de cantar nuevamente «Singin' in the Rain» en el baño, provocando el recuerdo y la ira del escritor. Al día siguiente este decide vengarse, drogando a Alex, e intenta hacer que se suicide, encerrándole en el piso más alto de la casa y haciéndole escuchar a gran volumen una versión electrónica del segundo movimiento de la Novena Sinfonía de Beethoven. Alex en su desesperación, trata de "evaporarse" (como él llama a suicidarse) saltando por una ventana, pero sobrevive.
Después de una larga recuperación en el hospital, Alex despierta del coma. Sus padres lo visitan y además de disculparse con él le ofrecen regresar a su casa. El ministro del Interior, quien antes le había seleccionado personalmente para el Tratamiento Ludovico, lo visita, disculpándose por los efectos del tratamiento, diciendo que sólo seguía todas las recomendaciones de su equipo por lo cual realizará una investigación, además le dice a Alex que ha hecho arrestar a Frank y a sus cómplices. El Gobierno le ofrece a Alex un trabajo muy bien remunerado, si acepta apoyar la elección del partido político (conservador), cuya imagen pública se vio seriamente dañada por su intento de suicidio y el controvertido tratamiento al que fue sometido. Frente a la prensa, Alex narra el final de la película: «Definitivamente, estaba curado» mientras se ve su pensamiento, consistente en una fantasía surrealista de él mismo copulando con una mujer en la nieve, rodeado por damas y caballeros victorianos aplaudiéndole, mientras se puede escuchar el último movimiento de la Novena Sinfonía de Beethoven como música de fondo.

## Reparto y doblaje
| Actor            | Personaje                | Doblaje España      | Doblaje Hispanoamérica |
| ---------------- | ------------------------ | ------------------- | ---------------------- |
| Malcolm McDowell | Alexander «Alex» DeLarge | Pedro Mari Sánchez  | Alfonso Obregón        |
| Warren Clarke    | Dim                      | Juan Antonio Castro | José Antonio Macías    |
| Michael Tarn     | Pete                     | ?                   | Víctor Ugarte          |
| James Marcus     | Georgie                  | Manuel Peiro        | Moisés Iván Mora       |

- Philip Stone - el padre de Alex
- Sheila Raynor - la madre de Alex

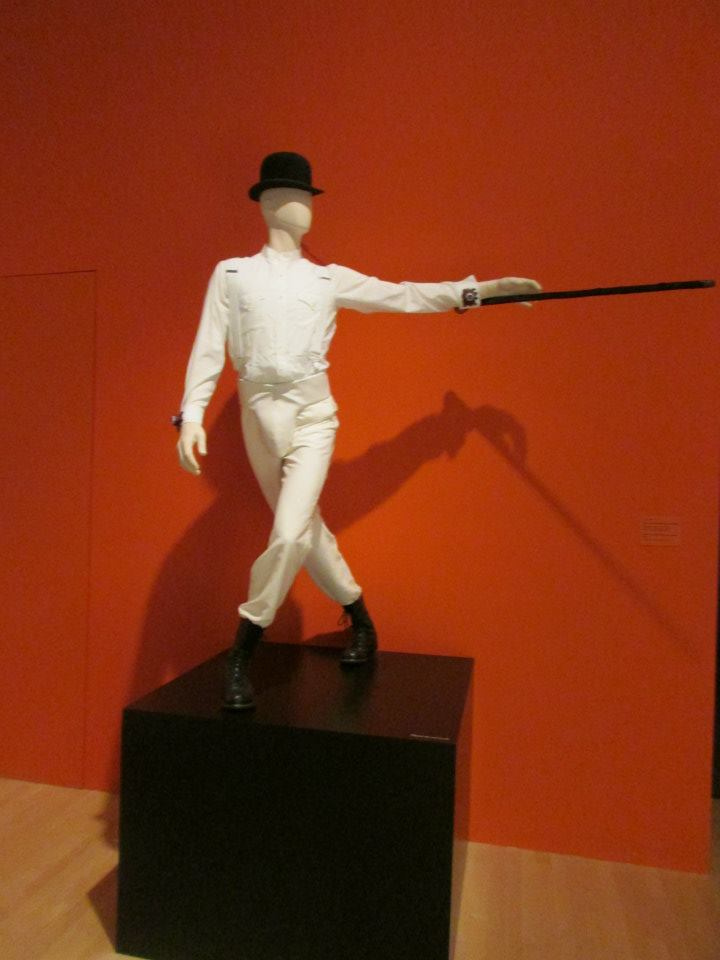
Traje utilizado por Malcolm McDowell en la película.

- Michael Bates - el jefe de guardia de la prisión
- Godfrey Quigley - el Capellán de la prisión
- Miriam Karlin - Sra. Weathers
- Clive Francis - El arrendatario
- Patrick Magee - Frank Alexander
- Adrienne Corri - Sra. Alexander
- David Prowse - Julian, guardaespaldas de Frank Alexander
- Anthony Sharp - el ministro del Interior

## Filmación

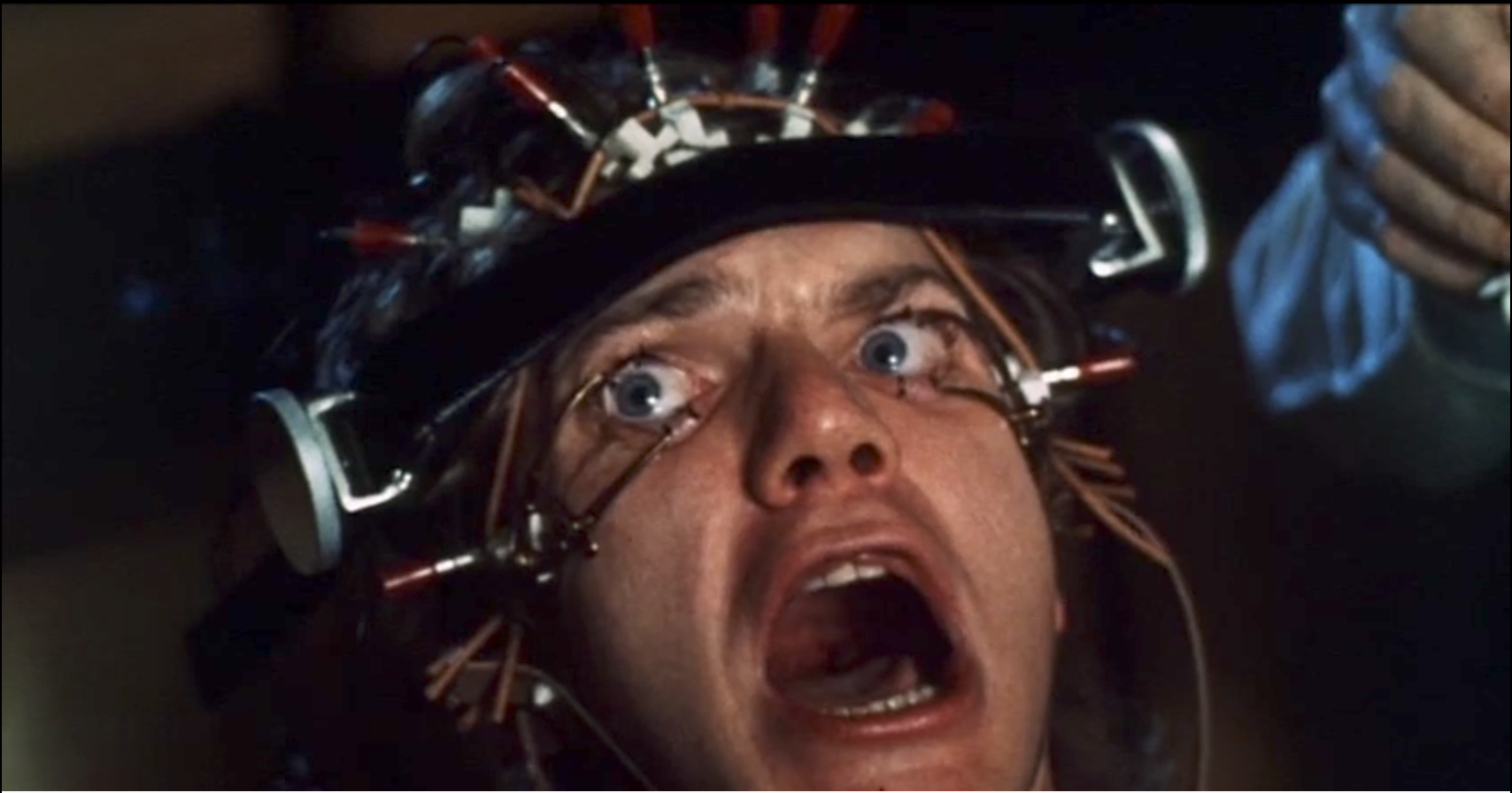
La Técnica de Ludovico retratada en la película de Kubrick.

La película fue rodada enteramente en Inglaterra, lugar de residencia de Kubrick, entre septiembre de 1970 y abril de 1971. El director eligió a McDowell después de ver la película "If....". Colaboradores cercanos al director dijeron que era posible que no hubiera habido tal adaptación de la novela si el actor no aceptaba el papel.
La elección de la vestimenta de Alex —una especie de traje para jugar al cricket— fue elegida por Kubrick al ver al actor vestido así.
El rodaje fue largo y tedioso para McDowell. Se fracturó una costilla durante la escena de tortura aplicada por sus exdrugos en el abrevadero para cerdos en medio del bosque, en pleno invierno. Además, se rayó la córnea de un ojo cuando filmaban el tratamiento de Ludovico, en un momento en que se arrancó el casco de látex con los cables que le sujetaban la cabeza y los párpados, durante un ataque de pánico después de largas horas con él puesto. El doctor que está sentado junto a Alex poniéndole gotas de agua en los ojos para que no se sequen era un doctor real.
La naranja mecánica fue la primera película que Kubrick lanzó bajo la productora Warner Bros. También, fue la primera vez que escribió el guion en solitario. En el documental se aprecia el control total que el director tenía en sus películas, como en La naranja mecánica, en donde pidió una lista de los cines donde se iba a proyectar para saber si los colores de las paredes y el tipo de luz eran los adecuados. McDowell cuenta como anécdota en el documental el tipo de personalidad que tenía el director: después de la advertencia de su mánager por la falta de pago, el actor le reclamó a Kubrick; este respondió descontándole su salario con los partidos de ajedrez que le había ganado —en los descansos McDowell le había enseñado a jugar al tenis de mesa y Kubrick, al ajedrez—.
Técnicamente, para lograr y transmitir la calidad fantástica y onírica de la película, Kubrick filmó con lentes de gran angular extremo como el Kinoptik Tegea de 9,8 mm para cámaras Arriflex de 35 mm.

## Recepción y controversia
La película fue candidata a cuatro premios Óscar —perdiendo contra The French Connection— y revitalizó las ventas de la Novena sinfonía de Beethoven. También causó gran controversia y no fue permitida su exhibición en el Reino Unido. Para el tiempo de su reestreno en el 2000, ya había ganado una reputación de película de culto. Muchos críticos y aficionados la consideran como una de las mejores películas jamás hechas en la historia del cine.
La película ha sido criticada por su excesiva violencia y falta de humanidad, por grupos moralistas y religiosos, pregonando que sirve como un pésimo ejemplo de ideal de comportamiento para la actual juventud ávida de referentes en que basarse. En Hispanoamérica la película fue estrenada en 1977 en su versión original subtitulada, calificada para mayores de 21 años, y fue recibida con una mezcla de críticas, por un lado, alabando la visión futurista de Kubrick, y por otro lado criticando la violencia frontal y extrema exhibida, calificándose por algunos grupos conservadores como un mal ejemplo de comportamiento social para las jóvenes generaciones.

### España
La película no se estrenó en España hasta el 27 de noviembre de 1975, en versión original subtitulada en cines de arte y ensayo, salas autorizadas en 1967 para proyectar películas que la censura no autorizaba proyectar en salas comerciales, con la condición de que estuviese en su idioma original y subtitulado.
Fue por primera vez proyectada el 24 de abril de 1975 en el XX Festival de Cine de Valladolid (Seminci 1975). Tuvo enorme expectación y una asistencia masiva de jóvenes universitarios de todo el país, formandose enormes colas durante 24 horas para conseguir una entrada, que se agotaron rápidamente. Nuevamente fue proyectada en la clausura de Seminci el 27 de abril de 1975.
La película fue muy bien recibida llegando a estar durante un año ininterrumpido en carteleras. Fue la tercera película con mayor número de espectadores en España en 1975.
Fue reestrenada con doblaje en castellano, y ya en salas comerciales, el 7 de marzo de 1980.
En el doblaje intervino el propio Stanley Kubrick, eligiendo a quienes doblarían los personajes de la película. El doblaje fue dirigido por Carlos Saura, traducido por Vicente Molina Foix y fue ajustado por el actor de doblaje Víctor Agramunt. Se grabó y se realizó en 1979.
Nuevamente, consiguió bastante éxito la película, llegando también a estar bastante tiempo en cartelera. Fue reestrenada en 1982, 1984 y por última vez en 2009, de manera limitada.

### Censura estadounidense
La película fue calificada «X» en su estreno original en los Estados Unidos. Más tarde, Kubrick cortó, voluntariamente, 30 segundos de la película para su reestreno; entonces se calificó como R y fue reestrenada en los Estados Unidos en 1973.

### Retirada británica
En el Reino Unido, la violencia sexual de la película fue considerada extrema. Más adelante, se dijo que había inspirado imitaciones. La prensa culpó de la influencia de la película en un ataque a un indigente y de una violación en la cual los atacantes cantaron «Singin' in the Rain» —Cantando bajo la lluvia—. Kubrick pidió a la Warner Bros que retirara la película del Reino Unido, pues en un momento dado se encontró bajo mucha presión, llegando incluso a recibir amenazas de muerte hacia él y su familia.

## Premios y nominaciones
| Premio                              | Categoría                                   | Nominados                             | Resultado |
| ----------------------------------- | ------------------------------------------- | ------------------------------------- | --------- |
| Premios Óscar                       | Mejor película                              | Stanley Kubrick                       | Nominada  |
| Premios Óscar                       | Mejor director                              | Stanley Kubrick                       | Nominado  |
| Premios Óscar                       | Mejor guion adaptado                        | Stanley Kubrick                       | Nominado  |
| Premios Óscar                       | Mejor montaje                               | Bill Butler                           | Nominado  |
| Premios Globo de Oro                | Mejor película - Drama                      |                                       | Nominada  |
| Premios Globo de Oro                | Mejor director                              | Stanley Kubrick                       | Nominado  |
| Premios Globo de Oro                | Mejor actor - Drama                         | Malcolm McDowell                      | Nominado  |
| Premios BAFTA                       | Mejor película                              | Stanley Kubrick                       | Nominada  |
| Premios BAFTA                       | Mejor director                              | Stanley Kubrick                       | Nominado  |
| Premios BAFTA                       | Mejor guion adaptado                        | Stanely Kubrick                       | Nominado  |
| Premios BAFTA                       | Mejor fotografía                            | John Alcott                           | Nominado  |
| Premios BAFTA                       | Mejor montaje                               | Bill Butler                           | Nominado  |
| Premios BAFTA                       | Mejor diseño de producción                  | John Barry                            | Nominados |
| Premios BAFTA                       | Mejor sonido                                | Brian Blamey, John Jordan y Bill Rowe | Nominados |
| Premios del Sindicato de Directores | Mejor director                              | Stanley Kubrick                       | Nominado  |
| Premios Hugo                        | Mejor representación dramática              | Stanley Kubrick                       | Nominados |
| Writers Guild of America            | Mejor adaptación dramática                  | Stanley Kubrick                       | Nominado  |
| New York Film Critics Circle Awards |                                             |                                       |           |
| Mejor película                      |                                             | Ganadora                              |           |
| Mejor director                      | Stanley Kubrick                             | Ganador                               |           |
| Mejor actor                         | Malcolm McDowell                            | Nominado                              |           |
| National Society of Film Critics    |                                             |                                       |           |
| Mejor película                      |                                             | Nominada                              |           |
| Mejor director                      | Stanley Kubrick                             | Nominado                              |           |
| Mejor actor                         | Malcolm McDowell                            | Nominado                              |           |
| Kansas City Film Critics Circle     | Mejor película                              |                                       | Ganadora  |
| Nastro d'argento                    | Mejor director extranjero                   | Stanley Kubrick                       | Ganador   |
| Festival de Cine de Venecia         | Pasinetti Award (Mejor película extranjera) | Stanley Kubrick                       | Ganador   |

## Banda sonora

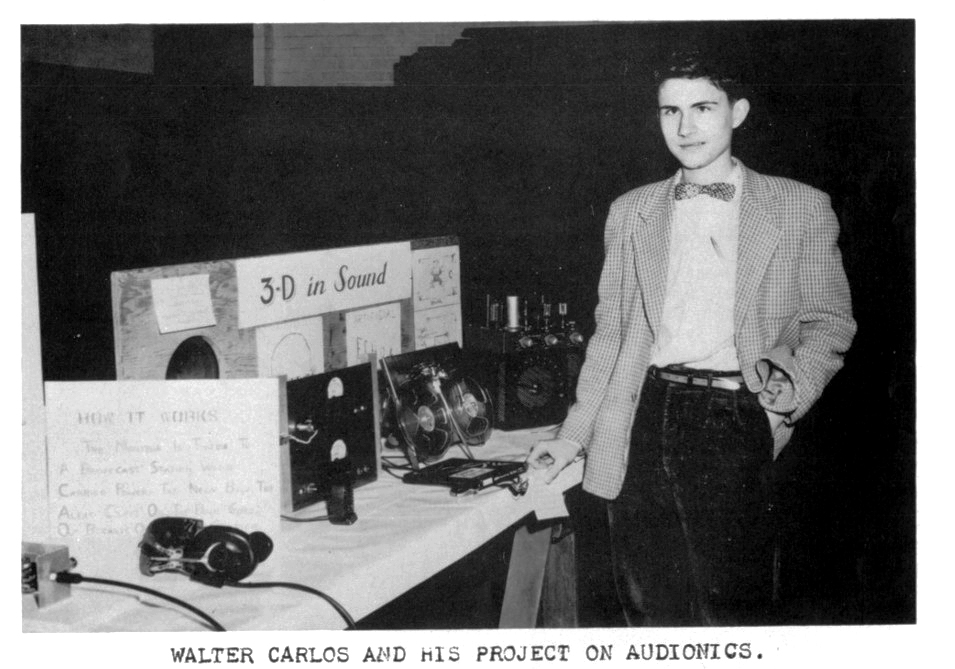
En la imagen, Wendy Carlos en 1958 durante una demostración del sonido estéreo para un proyecto de ciencias. La artista fue la intérprete de la mayoría de los temas que sonaron en la banda sonora del filme de Kubrick.

La banda sonora de la película comprime música clásica y música electrónica compuesta por Wendy Carlos —en los créditos de ese tiempo aparece como Walter Carlos—.
El tema principal es una transcripción electrónica de «Music on the Death of Queen Mary» de Henry Purcell, compuesta en 1694, para la procesión del cortejo fúnebre de la Reina María por las calles de Londres hasta la Abadía de Westminster.
Aunque se escuchan dos extractos de «Scherezade» de Nikolái Rimski-Kórsakov durante los ensueños bíblicos de Álex mientras lee la Biblia en la cárcel, esta pieza no aparece en el álbum de la banda sonora, ni aparece en los créditos finales.

### Lista de pistas
| N.º   | Título | Escritor(es)                               | Duración |  |
| 1.    | «Title Music from A Clockwork Orange» (tema central de La naranja mecánica, de Music for the Funeral of Queen Mary, música de Henry Purcell) | Wendy Carlos                               | 2:21     |  |
| 2.    | «The Thieving Magpie (Abridged)» (obertura «La urraca ladrona» de la ópera La gazza ladra, grabación de Deutsche Grammophon)                 | Gioachino Rossini                          | 5:57     |  |
| 3.    | «Theme from A Clockwork Orange (Beethoviana)»                                                                                                | Wendy Carlos                               | 1:44     |  |
| 4.    | «Ninth Symphony, Second Movement (Abridged)» (novena sinfonía, segundo movimiento abreviado, grabación de Deutsche Grammophon)               | Ludwig van Beethoven                       | 3:48     |  |
| 5.    | «March from A Clockwork Orange» (marcha de La naranja mecánica —novena sinfonía, cuarto movimiento—)                                         | Wendy Carlos y Rachel Elkind               | 7:00     |  |
| 6.    | «William Tell Overture» | Gioachino Rossini                          | 1:17     |  |
| 7.    | «Pomp and Circumstance March N.º 1» | Sir Edward Elgar                           | 4:28     |  |
| 8.    | «Pomp and Circumstance March N.º IV (Abridged)»                                                                                              | Sir Edward Elgar                           | 1:33     |  |
| 9.    | «Timesteps (Excerpt)» | Wendy Carlos                               | 4:13     |  |
| 10.   | «Overture to the Sun» | Terry Tucker                               | 1:40     |  |
| 11.   | «I Want to Marry a Lighthouse Keeper» (versión alterada a la del fime original)                                                              | Erike Eigen                                | 1:00     |  |
| 12.   | «William Tell Overture (Abridged)» (grabación de Deutsche Grammophon)                                                                        | Gioachino Rossini                          | 2:58     |  |
| 13.   | «Suicide Scherzo (Abridged)» (novena sinfonía, segundo movimiento interpretada por Wendy Carlos)                                             | Ludwig van Beethoven                       | 3:07     |  |
| 14.   | «Novena sinfonía, cuarto movimiento (Abridged)» (grabación de Deutsche Grammophon)                                                           | Ludwig van Beethoven                       | 1:34     |  |
| 15.   | «Singin' in the Rain» («Cantando bajo la lluvia» interpretada por Gene Kelly)                                                                | Arthur Freed (letra) y Herb Brown (música) | 2:36     |  |
| 45:16 | |                                            |          |  |

## Estreno

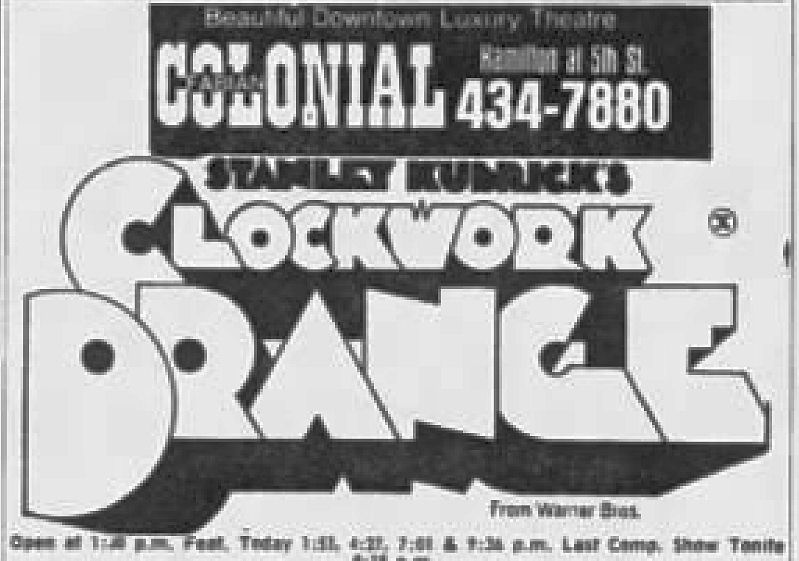
Anuncio de la película en el Colonial Theater, en Pensilvania

La película tuvo su estreno el 19 de diciembre de 1971 de manera simultánea en Nueva York, en Estados Unidos, y Toronto, en Canadá. Poco después, el 13 de enero y el 2 de febrero de 1972 llegó a Reino Unido y a todo Estados Unidos, respectivamente. Rápidamente, los periódicos británicos escribieron sobre su supuesto impacto negativo en los jóvenes, con especial atención en delincuentes que imitaban al personaje de Alex, algo denominado efecto copycat. Fuerzas conservadoras protestaron contra su proyección en los cines, al punto de que debido a lo gráfico de la cinta con escenas de sexo y violencia explícitos, algunos periódicos se negaron a publicitarla, como The Detroit News, que en marzo publicó una nota en la que expuso su rechazo a la promoción de una «industria cinematográfica enferma que usa pornografía y apela a la lascivia para aumentar sus ingresos». A pesar de que en Estados Unidos recibió una calificación X —solo apta para adultos— por parte de la Motion Picture Association (MPA), en agosto Kubrick reemplazó aproximadamente treinta segundos de metraje con contenido sexual para obtener una nueva versión con calificación R —para mayores de 17 años a menos que estén acompañados por un adulto—. Varios periódicos se escudaron en la calificación X para no darle publicidad, por lo que la MPA condenó el uso de su sistema para tales objetivos, al tiempo que la definió como un «ejemplo de película legítima».
| «Intentar achacar cualquier responsabilidad al arte como causa de la vida me parece plantear el caso al revés. El arte consiste en remodelar la vida, pero ni la crea ni la causa. Además, atribuir poderosas cualidades sugerentes a una película está en desacuerdo con la opinión científicamente aceptada de que, incluso después de una hipnosis profunda en un estado posthipnótico, no se puede obligar a las personas a hacer cosas que están en desacuerdo con su naturaleza».—Defensa de Kubrick ante las acusaciones de promover el efecto copycat. |

En diciembre de 1971 el British Board of Film Classification aprobó su lanzamiento sin cortes para los cines del Reino Unido, aunque con hincapié en la extrema violencia sexual mostrada. La frase que se expuso en los carteles fue la siguiente: «Las aventuras de un joven cuyos principales intereses son las violaciones, la ultraviolencia y Beethoven». En el país se la relacionó con varios crímenes, como en marzo de 1972, cuando durante el juicio de un joven estudiante acusado del homicidio involuntario de su compañero de clase, el fiscal se refirió a la película, sugiriendo que tenía una relevancia «macabra» en el caso. Otro caso fue el asesinato un año después de un anciano vagabundo a manos de un adolescente, quien se declaró culpable después de decirle a la policía que sus amigos le habían hablado de la cinta y «la paliza a un viejo como este». Kubrick defendió su creación con el argumento de que expertos en la materia no encontraron relación entre esta y los crímenes, además de hablar sobre la actitud de los medios de comunicación: «Tienden a explotar el tema porque les permite exhibir y discutir las llamadas cosas dañinas desde una elevada posición de superioridad moral». Sucesos como los anteriores provocaron un rechazo por parte de ciertos sectores de la sociedad británica, y la esposa de director, Christiane, declaró que la familia recibió amenazas y se hicieron manifestantes afuera de su casa. Finalmente y pese a su defensa, en 1973 Kubrick le pidió a Warner Bros. la retirada en todo el país, sin ninguna explicación al respecto, si bien algunas versiones exponen que lo hizo para proteger tanto su vida como la de su familia, así como que la policía se lo recomendó. De esa forma, se prohibió su emisión, e incluso el cine londinense Scala entró en suspensión de pagos en 1993 al perder una batalla legal por su proyección no autorizada. En 2000, poco después del fallecimiento de Kubrick, se levantó la restricción, por lo que se interrumpió un periodo de veintisiete años.
Por otra parte, en Irlanda se prohibió el 10 de abril de 1973, acción a la que Warner Bros. decidió no apelar. Décadas después, en diciembre de 1999, se anunció su estreno para el 17 de marzo de 2000, con un póster en el que se suprimieron los términos «ultraviolencia» y «violación», ya el censor jefe explicó que el «uso de esas palabras en el contexto de la publicidad sería ofensivo e inapropiado». En Singapur estuvo prohibida durante más de treinta años, hasta que en 2006 se planteó su presentación con una calificación M18 —para mayores de 18 años—, aunque obtuvo un rechazo. Finalmente en octubre de 2011 se pudo estrenar en el país asiático, con una clasificación R21 —restringido a mayores de 21 años—, como parte del Perspectives Film Festival. De igual manera, en Sudáfrica estuvo prohibida bajo el régimen del apartheid por un tiempo de trece años, hasta 1984, si bien se llegó a proyectar antes de manera clandestina en el casino Sun City. En Brasil no se permitió su emisión hasta 1978, con una versión con puntos negros que cubrían los genitales y los senos en las escenas de desnudos, debido a la dictadura militar en la que se encontraba el país.
Asimismo, la censura del filme se hizo extensible a países hispanohablantes, como en el caso de Argentina, donde no se levantó la restricción hasta julio de 1985. En España, que por entonces estaba bajo la dictadura de Francisco Franco, también estuvo prohibida por un tiempo, que terminó cuando en 1975 Warner Bros. se puso en contacto con Carmelo Romero, director de la Semana Internacional de Cine de Valladolid, para ofrecerle el estreno de la cinta en el festival. Un año antes, la Dirección General de Cinematografía y Teatro había tomado la película Jesus Christ Superstar para testar la opinión del público antes de llevarla a los cines, pero Kubrick se negó a que su obra se estrenara en Valladolid, que por entonces era una ciudad con un gran número de estudiantes y considerada como políticamente conservadora. A pesar de ello, Romero insistió y relató en el libro 50 años de la Semana Internacional de Cine de Valladolid (1956-2005): «Tenía un amigo en la Warner, así que le pedí ayuda. Se ofreció a ir a Londres y pedir permiso a Kubrick en persona, pero tuvimos que preparar bien la estrategia. Escribí una carta para que la llevara, en la que aseguraba que se proyectaría en la Universidad de Valladolid, lo que al parecer sí era de su agrado, y con las condiciones de imagen y sonido que él considerara oportunas. Mentimos como bellacos, pero al final accedió, a cambio de una serie detallada de instrucciones que, claro, no cumplimos». De tal forma, en lugar de en la universidad, las proyecciones se llevaron a cabo en el Teatro Calderón y en el Cinema Coca, y al ser un éxito, rápidamente llegó a otras pantallas del país. Así pues, algunas de sus fechas de estreno a nivel mundial fueron las siguientes:
| País                | Fecha de estreno                                                            |
| ------------------- | --------------------------------------------------------------------------- |
| Estados Unidos      | 19 de diciembre de 1971 (Nueva York) 2 de febrero de 1972 (estreno general) |
| Canadá              | 19 de diciembre de 1971                                                     |
| Reino Unido         | 13 de enero de 1972                                                         |
| Alemania Occidental | 23 de marzo de 1972                                                         |
| Países Bajos        | 20 de abril de 1972                                                         |
| Dinamarca Francia   | 21 de abril de 1972                                                         |
| Suecia              | 26 de abril de 1972                                                         |
| Japón               | 29 de abril de 1972                                                         |
| Australia           | 12 de mayo de 1972                                                          |
| Italia              | 23 de agosto de 1972 (Festival de Venecia)                                  |
| Bélgica             | 15 de septiembre de 1972 (Gante)                                            |
| Finlandia           | 27 de octubre de 1972                                                       |
| Grecia              | 1 de enero de 1973                                                          |
| Noruega             | 12 de abril de 1973 (Oslo)                                                  |
| Uruguay             | 25 de abril de 1973                                                         |

| País            | Fecha de estreno |
| --------------- | --- |
| México          | 22 de enero de 1974 |
| Portugal        | 29 de noviembre de 1974 |
| España          | 24 de abril de 1975 (Seminci, Valladolid) 27 de noviembre de 1975 (Madrid) 9 de enero de 1976 (Sevilla) 7 de marzo de 1980 (versión doblada en castellano) |
| Brasil          | 4 de septiembre de 1978 |
| Hong Kong       | 30 de octubre de 1980 |
| Sudáfrica       | septiembre de 1984 |
| Argentina       | 25 de julio de 1985 |
| Turquía         | 15 de marzo de 1996 |
| Islandia        | 27 de agosto de 1999 (Reykjavik Film Festival) |
| Irlanda         | 17 de marzo de 2000 |
| Kazajistán      | 18 de marzo de 2004 |
| República Checa | 11 de enero de 2007 |
| Eslovaquia      | 13 de septiembre de 2007 |
| Singapur        | 28 de octubre de 2011 (Perspectives Film Festival) |
| Polonia         | 3 de octubre de 2014 |
| Taiwán          | 29 de diciembre de 2017 |

| País                | Fecha de estreno                                                            |
| ------------------- | --------------------------------------------------------------------------- |
| Estados Unidos      | 19 de diciembre de 1971 (Nueva York) 2 de febrero de 1972 (estreno general) |
| Canadá              | 19 de diciembre de 1971                                                     |
| Reino Unido         | 13 de enero de 1972                                                         |
| Alemania Occidental | 23 de marzo de 1972                                                         |
| Países Bajos        | 20 de abril de 1972                                                         |
| Dinamarca Francia   | 21 de abril de 1972                                                         |
| Suecia              | 26 de abril de 1972                                                         |
| Japón               | 29 de abril de 1972                                                         |
| Australia           | 12 de mayo de 1972                                                          |
| Italia              | 23 de agosto de 1972 (Festival de Venecia)                                  |
| Bélgica             | 15 de septiembre de 1972 (Gante)                                            |
| Finlandia           | 27 de octubre de 1972                                                       |
| Grecia              | 1 de enero de 1973                                                          |
| Noruega             | 12 de abril de 1973 (Oslo)                                                  |
| Uruguay             | 25 de abril de 1973                                                         |

| País            | Fecha de estreno |
| --------------- | --- |
| México          | 22 de enero de 1974 |
| Portugal        | 29 de noviembre de 1974 |
| España          | 24 de abril de 1975 (Seminci, Valladolid) 27 de noviembre de 1975 (Madrid) 9 de enero de 1976 (Sevilla) 7 de marzo de 1980 (versión doblada en castellano) |
| Brasil          | 4 de septiembre de 1978 |
| Hong Kong       | 30 de octubre de 1980 |
| Sudáfrica       | septiembre de 1984 |
| Argentina       | 25 de julio de 1985 |
| Turquía         | 15 de marzo de 1996 |
| Islandia        | 27 de agosto de 1999 (Reykjavik Film Festival) |
| Irlanda         | 17 de marzo de 2000 |
| Kazajistán      | 18 de marzo de 2004 |
| República Checa | 11 de enero de 2007 |
| Eslovaquia      | 13 de septiembre de 2007 |
| Singapur        | 28 de octubre de 2011 (Perspectives Film Festival) |
| Polonia         | 3 de octubre de 2014 |
| Taiwán          | 29 de diciembre de 2017 |

## Diferencias con la novela
Aunque la película está rodada de forma parecida a lo que sucede en la novela, su mensaje es diferente. Por ejemplo, el epílogo contradice el capítulo final del libro, donde el autor muestra al protagonista sentándose y contemplando el matrimonio y la paternidad. Por su parte, Kubrick no era consciente de este giro en el destino de Alex, ya que leyó la versión estadounidense, en la que el director de la editorial W. W. Norton & Company consideró que la parte final era «superflua», además de una «traición a la historia de La naranja mecánica». Kubrick no se enteró de la existencia de otro final hasta cuatro meses después del inicio del rodaje, aunque una vez que lo conoció admitió que no lo habría incluido, incluso si hubiera sabido de él en su momento. Así pues, le pareció que tal final no encajaba en el estado de ánimo general de la cinta.
Una de las adiciones hechas es la escena de la entrada de Alex en prisión, sobre la que el director dijo: «Era una añadidura necesaria porque la secuencia de la cárcel está comprimida, en comparación con la novela, y uno tenía que tener algo que le diera suficiente peso a la idea de que Alex estaba realmente encerrado. La rutina del ingreso en prisión que, de hecho, está representada con bastante precisión en la película, parecía proporcionar este peso necesario». En la misma entrevista, relató que también omitió una parte en la que Alex comete un asesinato cuando está preso, a la vez que expresó que inventó «algunas ideas narrativas útiles» y remodeló algunas de las escenas. Uno de los cambios que hizo es la jerga nadsat, sobre la que al darse cuenta de que a la audiencia no se le puede enseñar un nuevo idioma en un corto período de tiempo, dejó solo las palabras más llamativas. Por otro lado, tanto en la película como en la novela, el narrador es Alex, y los eventos ocurren en el mismo orden.
Muchas de las escenas violentas que se narran en el libro se omitieron en la cinta o se suavizaron, como las violaciones, que en la novela son a niñas de apenas diez años, mientras que en la película estas son mujeres aparentemente adultas, o que en la emboscada que le tienden a Alex, los drugos hacen uso de una botella de leche en lugar de una cadena. Otro suceso que no aparece es la paliza que la pandilla le propina a un profesor que sale de una biblioteca, así como las andaduras de esta en la cafetería Duque de Nueva York y el robo de un coche y su posterior tirada al agua, por ejemplo. También se omiten la visita a Alex por parte de sus padres cuando está en la cárcel, la agresión que recibe de los policías o algunos eventos durante su tratamiento y después de su salida de prisión. De igual manera, mientras en la novela el grupo va vestido con mallas negras, en la película tienen pantalones blancos, a la par que en la cárcel el número de presidiario de Alex es distinto y este no se entera del fallecimiento de su compañero Georgie, como tampoco lee el libro que está escribiendo Frank Alexander, que se llama igual que la novela, cuando entra a su casa.

### Actitud de Burgess
Anthony Burgess se mostró negativo ante la película, hasta el punto de llegar a odiarla. El autor calificó su novela de «mediocre» y «distopía superficial», al mismo tiempo que expresó que la escribió con prisas por el deseo, al enterarse de un diagnóstico decepcionante, de dejar a su familia con algo de dinero. Por otro lado, se indignó porque de la enorme cantidad de obras que creó, la más famosa —y en gran parte debido a la versión cinematográfica de Kubrick— fue precisamente La naranja mecánica. En una entrevista sobre la película, a la que tildó de «maldita molestia», dijo: «Algunas personas me consideran un simple “niño”, un simple ayudante de Kubrick; el creador secundario que está alimentando a un creador primario que es un gran director de cine». También se mostró negativo por la repercusión de la cinta, pues mencionó que con frecuencia era culpado de crímenes supuestamente instigados por ella, así como que «cuando la prensa se entera de estos tristes hechos no van al director y le preguntan qué piensa al respecto, van al autor».
Su primera impresión de la película fue desagradable, incluso su esposa y su agente quisieron abandonar el cine después de los primeros diez minutos de proyección, pero el escritor decidió que no sería ético. Al darse cuenta de que no existía el capítulo final, comenzó a preocuparse de que la audiencia malinterpretara el mensaje de la novela y la película fuera percibida como un «himno a la violencia». A cerca de esto último, tanto de la cinta como de la versión estadounidense del libro, argumentó: «No tiene demasiado sentido escribir una novela a menos que pueda mostrarse la posibilidad de transformación moral de los personajes [...] Pero mi editor de Nueva York veía mi vigésimo primer capítulo como una traición».
Asimismo, en numerosos artículos y reseñas, el autor se vio obligado a defender el trabajo de Kubrick y explicar a la audiencia el significado original que estableció en la novela. Burgess dejó claro al lector que acusar a las obras de arte de promover la violencia no es congruente, ya que son un reflejo de la vida, e hizo una analogía entre William Shakespeare y él mismo: «Entonces es el responsable cada vez que un joven decide matar a su tío y le echa la culpa a Hamlet. Por esa regla de tres, Shakespeare es causante de producir una película como El rey Lear». Tampoco le gustó que Kubrick enfatizara la improvisación, y en 1987 expresó que la «fuerte visualidad» impidió al director transmitir correctamente el texto, si bien resaltó la correcta selección de la melodía. Más tarde, satirizó la creación de Kubrick en un guion que escribió para la producción del musical de la obra, de manera que al final de la actuación, un personaje similar al director aparece en el escenario sosteniendo una trompeta, con la que interpreta la canción «Singin' in the Rain». En 2019 se encontró en el archivo del escritor un manuscrito titulado «La condición del reloj», en el que se tratan las cuestiones de la percepción ambigua de la adaptación cinematográfica de la novela.